# アンガス・マクリーズ
アンガス・マクリーズ（Angus MacLise、1938年3月14日 - 1979年6月21日）は、アメリカのパーカッショニスト、作曲家、詩人、オカルティスト、書家である。
1965年に結成されたロック・バンドのヴェルヴェット・アンダーグラウンドの初代ドラマーだったが、最初の有料公演にあたって意見の不一致によって突然に脱退した。

## 略歴

### 生い立ち
アンガス・ウィリアム・マクリーズは1938年3月14日、コネチカット州ブリッジポートで書籍商の息子として生まれた。パーカッショニストとしての正式なトレーニングを受けているにもかかわらず、その演奏スタイルは非常に特異なものであり、多くの人は彼が独学であると思っていた。
彼はジョン・ケイル、トニー・コンラッド、マリアン・ザジーラ、そして時にはテリー・ライリーとともに、ラ・モンテ・ヤングによるシアター・オブ・エターナル・ミュージックのメンバーとなった。またジョージ・ブレクトが編集した初期のフルクサス新聞「VTre」に寄稿した。

### ヴェルヴェット・アンダーグラウンド
1965年、マンハッタンの56ラドロー・ストリートに住んでいた時に、フラットメイトだったケイルに誘われ、ケイルがルー・リードと結成したヴェルヴェット・アンダーグラウンドに加入した。リードはシラキュース大学で知り合った友人のスターリング・モリソンを採用したので、ヴェルヴェット・アンダーグラウンドの最初のラインナップはリード、ケール、モリソン、マクリーズとなった。
マクリーズはボンゴとハンドドラム、時にタブラ、ツィンバロム、タンバリンも演奏した。ヴェルヴェット・アンダーグラウンドは定期的にアンダーグラウンド映画のサウンドトラックを即興で制作したが、彼は公式のレコーディングに参加したことはなく、ヴェルヴェット・アンダーグラウンドの歴史の中で影のある伝説的な人物と見なされることがよくある。この時期に記録されたデモはボックスセット『ピール・スローリー・アンド・シー』に含まれているが、マクリーズはケイルによると時間どおりにやって来る必要性を感じていなかったため、そのいずれにおいても演奏していない。ケイルは、マクリーズはバンドが終了してから数時間または数日後にギグに現れるような遅刻魔で「アンガス・カレンダーで生活している」と説明している。
1965年11月、初の有料公演の際に、商業主義的になったことを理由にヴェルヴェット・アンダーグラウンドを脱退した。後任としてモーリン・タッカーが加入し、リード、ケール、モリソン、タッカーという「クラシック」ラインナップが揃った。 
1966年、リードシンガー兼ギタリストのリードが肝炎で入院したので一時的に復帰し、6月21日から26日までの5日間、シカゴのPoor Richard'sにて行なわれた「Exploding Plastic Inevitable」公演に参加した。ケイルがオルガンを演奏しつつリードボーカルを担当し、タッカーがベースを弾き、マクリーズがドラムを叩いた。マクリーズはジェラルド・マランガにタブラの演奏を教えて役割を分担した。しかし公演には30分遅れて現れ、セットが終わった後に、ドラムを30分も叩き続けて遅刻を補った。
既にヴェルヴェット・アンダーグラウンドの音楽には、タッカーの独特なトライバル・スタイルのドラムが不可欠となっていた。彼等は大きな経済的成功ではないにしてもある程度の知名度を見出していたので、マクリーズは復帰することを切望した。しかしボックスセットのメモによると、主要ソングライターで事実上のリーダーであるリードが、その不安定な振る舞いを理由に彼がフルタイムで復帰することを強く禁じた。

### 後年
マクリーズはヴェルヴェット・アンダーグラウンドを永久に脱退した後、カリフォルニア州バークレーに移り、サンフランシスコのゴールデン・ゲート・パークでヘティ・マギーと結婚式を挙げた。式は有名なLSDの第一人者であるティモシー・リアリーが主宰した。
彼はカナダ、フランス、ギリシャ、インドに移住し、最終的にネパールに定住した。息子のオシアン・ケナード・マクリーズは、16世のカルマパであるランジュン・リクペー・ドルジェによってチベットの聖人、またはトゥルクの生まれ変わりとして認められ、4歳にして仏教の僧侶となった。
アレイスター・クロウリーの生徒になり、亡くなる前には『麻薬常用者の日記（Diary of a Drug Fiend）』の映画の脚本に取り組んでいた。チベットの神秘主義を自分の音楽に取り入れて、様々なドローン技術を駆使したサウンドを作り始めた。

### 死
彼は身体の健康を特に気にかけたことのないヘビー・ドラッグ・ユーザーだった。1979年6月21日、カトマンズのシャンタ・バワン病院にて、栄養失調に起因する低血糖症と肺結核により41歳で亡くなった。彼はチベット仏教の伝統に基づき火葬された。

## 記録された音楽
マクリーズは、1999年までほとんどリリースされることのなかった膨大な量の音楽をレコーディングしていた。これらの録音は、1960年代半ばから1970年代後半にかけて制作されており、トライバル・トランス・ワークアウト、スポークン・ワード、詩、ブライオン・ガイシンのようなテープ・カットアップ、そして妻のヘティとの多くのコラボレーションによるミニマリストのドローンと電子音楽で構成されている。2008年、ヘティ・マクリーズは夫のテープ・コレクションをイェール大学のアメリカ文学コレクションに遺贈した。
発掘されセレクトされた音源は下記の通り。
- The Invasion of Thunderbolt Pagoda (1999年、Siltbreeze)
- Brain Damage in Oklahoma City (2000年、Siltbreeze)
- The Cloud Doctrine (2002年、Sub Rosa)
- Astral Collapse (2003年、Quakebasket)
- The Invasion of Thunderbolt Pagoda (2006年、Bastet/Saturnalia) ※DVD

マクリーズはまた、その他いくつかのレコーディングでトニー・コンラッド、ジョン・ケイル、ラ・モンテ・ヤングらとコラボレーションを行った。
- 『Vol.1』 - Inside the Dream Syndicate, Volume I: Day of Niagara (2000年、Table of the Elements)
- Inside the Dream Syndicate Vol.II: Dream Interpretation (2002年、Table of the Elements)
- Inside the Dream Syndicate Vol.III: Stainless Gamelan (2002年、Table of the Elements)
- An Anthology of Noise & Electronic Music: First A-Chronology 1921-2001/Vol.1 (2002年、Sub Rosa)

彼はピエロ・ヘリツァーによるいくつかのアンダーグラウンド映画のサウンドトラックに取り組み、少なくとも2作品に出演している：『Venus in Furs』『Satisfaction』（1965年）。また、ジェリー・ジョーフェンの短編映画『Voyage』のサウンドトラックにも取り組んだ。

## 書籍
- The Completed Works of Angus MacLise (1957年、Piero Heliczerによる自費出版)
- Straight Farthest Blood Towards (1959年、The Dead Language, Paris)
- Year (1962年、The Dead Language, New York)
- New Universal Solar Calendar (1969年、George Maciunas, New York)
- Dream Weapon/Aspen #9 Edited by Angus & Hetty MacLise (1970年、Roaring Fork Press, New York)
- The Cloud Doctrine Limited edition with facsimile Angus MacLise holographs and hand-tinted cover by Don Snyder (1972年、ドン・スナイダーによる自費出版。1983年再販、New York)
- The Cloud Doctrine (1974年、Dreamweapon Press; Kathmandu, Nepal)
- The Subliminal Report (1975年、Starstreams Poetry Series; Kathmandu, Nepal)
- The Map of Dusk (1984年、SZ/Press, New York)
- Ratio:3 Volume 1 Ira Cohen, Angus MacLise, Gerard Malanga - Media Shamans (1991年、Temple Press Ltd.) ISBN 1-871744-30-X
- Angus MacLise Checklist Edited by Gerard Malanga (2000年、限定版。自費出版)

## 影響
マクリーズはピエロ・ヘリツァーとのデッド・ランゲージ・プレスの共同創設者として、ビート詩人グレゴリー・コーソの初期作品を含む、影響力のある作家による作品の数々を出版した。
イギリスの実験音楽グループであるCOILは、マクリーズを彼らのキャリアの後半における重要な影響力と見なした。リード・メンバーのジョン・バランスは、マクリーズを「光と闇の境界にいる天才であり、アイラ・コーエンのような人々と並んで、大部分が不当に半ば無視されている」と述べており、彼らのアルバムのタイトル『アストラル・ディザスター』は、マクリーズのアーカイヴ・リリースである『Astral Collapse』への意図的な賛辞である。

## ドリームウェポン
2011年5月、ニューヨーク市チェルシーにあるブー・フーレイ・ギャラリー (Boo-Hooray Gallery)によって、主要な回顧展「Dreamweapon：The Art and Life of Angus MacLise（1938–1979）」が開催された。展示品は、写真、メモ、詩、100リールの音楽を含む、最近になって発見されたスーツケースの内容をフィーチャーしている。ギャラリーの展示に加えて、チャイナタウンのブー・フーレイの2つ目の場所においてサウンド・インスタレーションとアンソロジー・アーカイヴによる映画上映があった。
1965年、マクリーズの作品『Rites of the Dream Weapon』が、ジョナス・メカスによって発表され、ロバート・ラウシェンバーグとクレス・オルデンバーグのようなアーティストの作品をフィーチャーしたニューヨークでのマルチメディア作品の広範なシリーズであるニュー・シネマ・フェスティバル（エクスパンデッド・シネマ・フェスティバルとも呼ばれる）に含まれた。メカスはマクリーズに感銘を受け「ヴィレッジ・ヴォイス」紙に次のように書いている。「ニュー・シネマ・フェスティバルの最初の3つのプログラム、アンガス・マクリス[原文まま]、ナム・ジュン・パイク、ジェリー・ジョッフェン[原文まま]の業績は、映画と呼ばれるこの芸術の端をフロンティアランドの謎に溶かしました」。マクリーズのエントリーは、数年後のインタビューでそれを賞賛した劇作家のリチャード・フォアマンにも永続的な印象を与えた。スターリング・モリソンによると、アンディ・ウォーホルのマルチメディア・ショー（「Andy Warhol Uptight」と「Exploding Plastic Inevitable」）は、「儀式のハプニング」と呼ばれるマクリーズとヘリツァーによる同様の作品に基づいていた。